# Aspilatopsis tenoris
Aspilatopsis tenoris är en fjärilsart som beskrevs av Louis Beethoven Prout. Aspilatopsis tenoris ingår i släktet Aspilatopsis och familjen mätare. Inga underarter finns listade i Catalogue of Life.